# اريك كون (عالم كيمياء حيوية)
اريك كون (بالإنجليزية: Eric Conn)‏ هو عالم كيمياء حيوية أمريكي، ولد في 6 يناير 1923 في بيرثود في الولايات المتحدة، وتوفي في 2 سبتمبر 2017.